# Sandra Rodil Posada
Sandra Elizabeth Rodil Posada (Ciudad de México, 1965) es científica, académica e investigadora mexicana, galardonada con el premio L’Oréal Unesco en 2023 por su contribución en áreas como la medicina y la óptica. 

## Biografía
Sandra Rodil nació en la Ciudad de México, de padre y madre colombiana, a los  4 años sus padres la llevaron a Colombia en donde realizó sus estudios a nivel preparatoria, a los 17 años regresó a México para estudiar su carrera profesional. Se inscribió en la facultad de ciencias de la Universidad Nacional Autónoma de México para estudiar la carrera de Física. Estudió su maestría en Ciencias especializándose en ciencias materiales en la Univesidad Nacional Autónoma de México. 
Su interés por conocer más sobre películas delgadas la llevó a estudiar su doctorado en el departamento de ingeniería en la Universidad de Cambridge en el Reino Unido durante 1997 a 2001. Al término de su doctorado regresa a México y se integra al Instituto de Investigaciones en Materiales en donde inició produciendo películas delgadas sintetizando materiales métodoasistidos por plasmas y que funcionan como recubrimientos. 
Ha impulsado a su plantilla de estudiantes de doctorado a realizar innovaciones biocompatibles con el hueso humano, estos trabajos en conjunto con la Facultad de Odontología se han aplicado a implantes metálicos que están en contacto con hueso. Este trabajo de carácter multidisciplinario ha sido reconocido a nivel internacional.  
Su espectro de investigación es amplio, sus contribuciones también impactan a la industria alimenticia con sus trabajos con los nitruros para mejorar los envases y la conservación de alimentos. Y la industria médica con sus aportaciones al analizar los óxidos de metales de transición que sirven como recubrimiento biocompatible. 
La doctora Rodil también ha trabajado en la formación y caracterización de películas nanocompuestas, en la actualidad encabeza un proyecto que busca aprovechar el bismuto para desarrollar microceldas de combustible, ya que se considera el metal verde de la tabla periódica por su baja toxicidad. 

“En las películas delgadas confinamos el material en dos dimensiones alcanzando espesores muy delgados y dependiendo de ese espesor podemos obtener propiedades diferentes. La nanotecnología en el campo de los materiales nos va a abrir nuevas posibilidades que tendrán un impacto tecnológico real”
Dra. Sandra Rodil

Sandra Rodil es líder científica de un proyecto internacional entre México y la Comunidad Europea integra el que participan alrededor de 20 instituciones para investigar sobre las aplicaciones de películas basadas en bismuto, con las que se espera resolver problemas ambientales relacionados con la limpieza de aguas y la producción de hidrógeno, entre otros. 

## Reconocimientos
En 2023 en reconocimiento a su producción académica Rodil Posada recibió el Premio para las mujeres en la Ciencia, una iniciativa de L'Oréal y la UNESCO que contribuye a la igualdad de género y a la promoción de modelos a seguir para futuras generaciones de mujeres científicas.  

¨Estamos viendo una disminución de niños en la ciencia. No queremos eso, queremos tener científicos y científicas por igual. Necesitamos hacer más eventos de divulgación de la ciencia. Nos falta romper paradigmas. El camino no lo tenemos claro. Se está haciendo mucho, y eventos como este permiten que el mundo visualice a las mujeres que tuvimos la oportunidad de llegar hasta aquí para demostrar que sí se puede”.
Dra. Sandra Rodil